# 포플러 (소프트웨어)
포플러(Poppler)는 PDF 문서 렌더링을 수행하는 라이브러리이다. 현재 그놈과 KDE의 PDF 뷰어에서 사용되고 있으며 Freedesktop.org에서 호스팅되고 있다.
포플러는 Xpdf 3.0의 코드를 기반으로 하여 제작되었다.
포플러는 GNU 일반 공중 사용 허가서 2판(이후 버전 적용 가능)을 따르는 자유 및 오픈 소스 소프트웨어이다.

## 포플러를 사용하는 PDF 관련 소프트웨어
관련 소프트웨어는 다음과 같다.
- Evince: GNOME의 PDF 뷰어. GTK+ 기반.
- Okular: KDE 4.x의 PDF 뷰어. Qt 기반.
- Vindaloo: PDF 뷰어. GNUstep 기반.
- ePDFView: PDF 뷰어. GTK+ 기반.
- LocoPDF: PDF 뷰어. EFL 기반.
- Zathura: PDF 뷰어. GTK+ 기반.

## 같이 보기
- PDF 소프트웨어 목록